# Nickel(II)-thiocyanat
Nickel(II)-thiocyanat ist eine anorganische chemische Verbindung des Nickels aus der Gruppe der Thiocyanate.

## Gewinnung und Darstellung
Nickel(II)-thiocyanat kann durch Reaktion einer Lösung von Nickel(II)-chlorid oder Nickel(II)-nitrat in Essigsäure mit Ammoniumthiocyanat gewonnen werden.
{\displaystyle {\ce {NiCl2 + 2NH4SCN -> Ni(SCN)2 + 2NH4Cl}}}
Ebenfalls möglich ist die Darstellung durch Reaktion von Nickel(II)-hydroxid oder Nickel(II)-carbonat mit einer verdünnten Thiocyansäurelösung. Es scheiden sich beim Eindampfen große grüne Kristalle des Tetrahydrates ab. Oberhalb von 15 °C und beim Trocknen des Tetrahydrates bildet sich das Hemihydrat als gelbes Pulver, das beim Erhitzen auf 150 °C unter Färbung zu Dunkelschokoladebraun wasserfrei wird.
{\displaystyle {\ce {Ni(OH)2 + 2HSCN -> Ni(SCN)2 + 2H2O}}}
Am einfachsten lässt es sich durch doppelte Umsetzung von Nickel(II)-sulfat mit Bariumthiocyanat gewinnen:
{\displaystyle \mathrm {NiSO_{4}+Ba(SCN)_{2}\longrightarrow Ni(SCN)_{2}+BaSO_{4}\downarrow } }

## Eigenschaften
Nickel(II)-thiocyanat ist ein als Hemihydrat gelber bis grüner geruchloser Feststoff, der sehr leicht löslich in Wasser ist. Mit Pyridinen und anderen Verbindungen bildet es Komplexverbindungen. Das dunkelschokoladebraune Anhydrat färbt sich bei Zusatz von Wasser zuerst gelb, dann geht es mit grüner Farbe in Lösung.

## Sicherheitshinweise
Nickel(II)-thiocyanat ist wie viele Nickelverbindungen als krebserzeugend und reproduktionstoxisch eingestuft.